# Homer (Georgia)
Homer è una città degli Stati Uniti d'America, situata in Georgia, nella Contea di Banks, della quale è il capoluogo.